# Sinella binoculata
Sinella binoculata är en urinsektsart som först beskrevs av Heinrich Wilhelm Schott 1896.  Sinella binoculata ingår i släktet Sinella och familjen brokhoppstjärtar. Inga underarter finns listade i Catalogue of Life.